# Samba Faal
Samba Faal (* 8. Juni 1956 in Bathurst) ist gambischer Politiker und ehemaliger Bürgermeister der Hauptstadt Banjul (englisch Lord Mayor of Banjul).

## Leben
Faal erwarb auf der School of Journalism and Television in Berkshire (Vereinigtes Königreich) ein Diplom in Journalismus und Massenkommunikation. Auf der Roosevelt University in Chicago machte er einen Bachelor in Journalismus. Auf dieser Universität machte Faal den Bachelor honours und Master honours in Politikwissenschaft.
Faal war erst international in zahlreichen Organisationen tätig, bevor er einige Jahre als Ratschreiber beim Banjul City Council (BCC), dem Stadtrat von Banjul tätig war. 1995 wurde Faal zum geschäftsführender Bürgermeister ernannt und 1996 zum Bürgermeister von Banjul, ohne Gegenkandidaten, gewählt. In dieser Funktion wurde er zum Präsidenten der Weltkonferenz der Bürgermeister (The World Conference of Mayors) gewählt und war im August 2001 Gastgeber in Banjul der jährlichen Vollversammlung.
Im April 2002 wurde Faal als Minister für Jugend und Sport (englisch Secretary of State for Youth and Sports) von Präsident Yahya Jammeh ins Kabinett von Gambia berufen. Im März 2005 wurde das Ministerium um ein Resort erweitert (nun englisch Secretary of State for Youth, Sports and Religious Affairs).
Er war einer der Unterzeichner der Botschaft aus Amman (Amman Message).
Faal wurde als Minister im Juni 2006 abgelöst von Sheikh Omar Fye. Danach war er als Dozent an der Universität von Gambia tätig.
Als Kandidat der Alliance for Patriotic Reorientation and Construction (APRC) wurde Faal bei den Kommunalwahlen in Gambia im Januar 2008 gegen seinen Gegenkandidaten Femi Peters von der United Democratic Party (UDP) zum Bürgermeister von Banjul gewählt und im Februar 2008 im Amt vereidigt.
2013 wurde er als Botschafter als nach Senegal berufen. Im Juni 2014 wurde er abberufen. Seither ist er wieder als Dozent für Journalismus an der Universität von Gambia tätig.

## Schriftsteller
Neben seiner Magisterarbeit Flt. Lt. Jerry Rawlings and the politics of populism in Ghana (1988), die Beachtung fand, war Faal Herausgeber der Studentenzeitung The Torch an der Roosevelt University und gewann damit mehrere Auszeichnungen.
Als Schriftsteller betätigte sich Faal, so veröffentlichte er At The Crossroads (Poesie) und Political World Union, eine politische Abhandlung über die Weltordnung.

## Sportliche Aktivitäten
Als leidenschaftlicher Sportler war er Fußballspieler in der GFA League First Division, Basketballnationalspieler und nahm an Leichtathletik-Wettbewerben teil.
Über mehrere Jahre war er bis 2002 Generalsekretär der Gambia Basketball Federation, danach wurde er Ehrenpräsident der Federation.

## Auszeichnungen
- 2001: Order of the Republic of The Gambia, Member (MRG)[10]